# Adolf Herbst

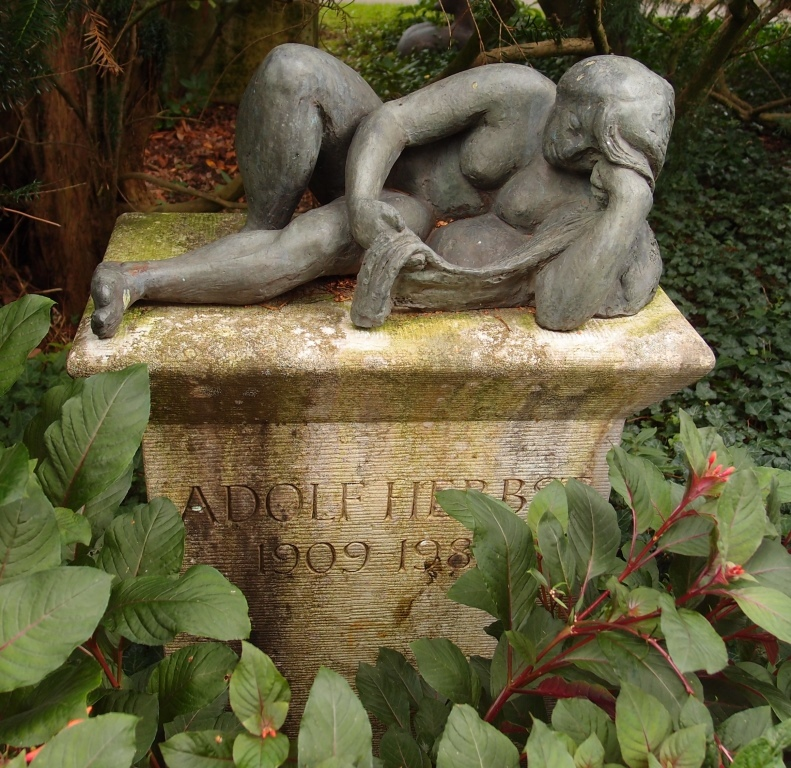
Grab des Malers Adolf Herbst (1909–1983) auf dem Friedhof Enzenbühl in Zürich.

Adolf Herbst (* 16. August 1909 in Emmen; † 25. August 1983 in Zürich) war ein Schweizer Maler.

## Leben und Werk
Adolf Herbst wurde 1909 in Emmen LU als Sohn eines Schreiners geboren. Nach einer Bauzeichnerlehre studierte Herbst an der Architekturabteilung der ETH Zürich. 1935 wendete er sich der Malerei zu.
1936 übernahm er von Fritz Glarner das Atelier in Paris. 1938, 1939 und 1942 wurden Herbst die Eidgenössischen Bundesstipendien zugesprochen. 1947 begegnete er René Auberjonois und Georges Rouault. 1948 erfolgte seine Niederlassung in Zürich und Bezug seines Ateliers am Neumarkt. Ab 1951 pflegte er Freundschaft mit Varlin, der ihn auch porträtierte. 1974 wurde er mit dem Kunst- und Kulturpreis der Stadt Luzern ausgezeichnet. 1983 verstarb Herbst in Zürich.
Adolf Herbst gilt nach seinem Biographen Hans Robert Hahnloser als einer der bedeutendsten Schweizer Maler der gegenständlichen Richtung in den 1940er bis 1970er Jahren. Er schuf demnach gültige Werke vor allem im Bereich der Aktdarstellung, des Stilllebens und der Porträtmalerei. Stilistisch erinnern sie nach Hahnloser an Werke der Nabis. Herbsts Arbeiten sind in zahlreichen Museen und Privatsammlungen vertreten.

## Ausstellungen (Auswahl)
- 1951: Kunsthaus Zürich, mit Albert Pfister
- 1966: Werkausstellung mit Arnold d’Altri im Kunsthaus Zürich
- 1967: Kunstmuseum Thun
- 1969: Werkausstellung zum 60. Geburtstag im Kunstmuseum Luzern
- 1971: Kunsthaus Aarau, mit Eduard Spörri